# Морено, Матиас (футболист)
Матиас Агустин Морено (исп. Matías Agustín Moreno; род. 24 сентября 2003, Кордова) — аргентинский футболист, защитник клуба «Фиорентина».

## Клубная карьера
Морено — воспитанник клуба «Бельграно». 10 июля 2023 года в матче против «Колона» он дебютировал в аргентинской Примере. Летом 2024 года Морено перешёл в итальянскую «Фиорентину». Сумма трансфера составила 5 млн евро.